# Testify (canción de Rage Against the Machine)
«Testify» es un sencillo de la banda de rap metal Rage Against The Machine, de su tercer álbum de estudio, The Battle of Los Angeles.
La carátula del sencillo fue tomado del Saludo del Black Power en los Juegos Olímpicos de 1968. La letra de la canción notablemente hace referencia a la novela de George Orwell llamada "1984" a través del uso del lema de "The Party": "Who controls the past now, controls the future - Who controls the present now, controls the past" ("el que controla el pasado, controla el futuro - el que controla el presente, controla el pasado").
La canción se puede jugar en el videojuego Rock Band 2.

## Vídeo musical
El vídeo, dirigido por Michael Moore, presenta a un grupo de extraterrestres, con el texto "Aliens plot to conquer earth - Release the mutant" ("Los extraterrestres planean conquistar la tierra - Suelten al mutante"), luego de esto se ven varias escenas de los dos candidatos presidenciales de Estados Unidos de ese tiempo, George W Bush y Al Gore para la elección presidencial del 2000, en discurso, opinando lo mismo sobre temas clave. Luego, las imágenes de Bush y Gore se mezclan creando a un "mutante" que "aparece como dos pero habla como uno".
Otro tema clave del vídeo es el petróleo, con variadas escenas de la Guerra del Golfo, y líneas en gasolineras acompañadas del texto "Mass graves for the pump and the price is set" ("Muertes masivas para el bombeo y el precio esta puesto").
Otros temas del video son: Exxon, relaciones del mismo sexo, Richard Nixon, Kenneth Star, Bill Clinton, Oliver North, Mónica Lewinsky, Ronald Reagan, George H.W. Bush, el Papa Juan Pablo II, el general Norman Schwarzkopf Jr., la Coalición Cristiana, rallys de monster trucks, la revolución republicana, y las donaciones que cada candidato ha recibido.
Las similitudes entre los dos candidatos se demuestran en el vídeo con fragmentos de audio de discursos: entre los temas que los candidatos tienen la misma opinión se encuentran el apoyo a la pena de muerte, prosperidad a través del free trade, invertir en el futuro, apoyo al aire limpio y el rechazo al "dinero suave". Cada candidato termina su discurso con "God Bless America" (Dios bendiga a América).
El vídeo termina con una cita de Ralph Nader: "Si no estas metido en la política, la política se meterá en ti".

## En vivo
Una canción llamada «Testify» fue tocada en el KROQ Almost Acoustic X-Mas, el 12 de diciembre de 1993. Esta canción no tiene nada que ver con el sencillo excepto por el título. Aunque esta canción fue solo tocada una vez y luego desapareció, parte de su letra fue usada para Down Rodeo y la versión final de People of the Sun.
Testify, el sencillo, debutó en vivo el 28 de enero de 1999, en la Continental Arena en East Rutherford, NJ. Aunque la sección instrumental es prácticamente igual a la versión del sencillo, las letras son totalmente diferentes.
RATM ha abierto la mayoría de los conciertos de su gira de reunión con Testify.

## Contenido
1. «Testify» (versión de estudio) - 3:31
2. «Testify» (mix Testifly) - 3:50
3. «Testify» (Rowena Projects Mix) - 4:23
4. «Guerrilla Radio» (en vivo) - 3:35
5. «Freedom» (en vivo) - 8:39